# Bulgarien i olympiska vinterspelen 1992
Bulgarien deltog med 30 deltagare vid de olympiska vinterspelen 1992 i Albertville. Ingen av landets deltagare erövrade någon medalj.